# Бардуэльва
Бардуэльва (норв. Barduelva, северносаам. Álddesjohka) — река на севере Норвегии в коммунах Барду и Молсельв, фюльке Тромс и Финнмарк. Площадь водосборного бассейна — 2769 км².

## География
Река берёт начало от озера Алтеватнет, течёт через город Setermoen и через 70 км впадает в реку Молсэльва.

## Использование
Река активно используется в качестве источника энергии, на ней расположены 3 гидроэлектростанции, Иннсет, Страуммо и Бардуфосс, которые вырабатывают около 1235 гигаватт-часов ежегодно.

## Этимология
От норвежского (ei Elv/Elve) — река. Bardu — коммуна в Норвегии.